# Немірув (Білгорайський повіт)
Немірув (пол. Niemirów) — село в Польщі, у гміні Фрамполь Білґорайського повіту Люблінського воєводства.
У 1975-1998 роках село належало до Замойського воєводства.